# Harrison Township (comté de Moniteau, Missouri)
Pour les articles homonymes, voir Harrison Township.
Harrison Township est un township, situé dans le comté de Moniteau, dans le Missouri, aux États-Unis,.
Le township est fondé en 1845 et baptisé, probablement, en référence à un pionnier.

### Source de la traduction
- (en) Cet article est partiellement ou en totalité issu de l’article de Wikipédia en anglais intitulé « Harrison Township, Moniteau County, Missouri » (voir la liste des auteurs).